# Lonchocarpus ferrugineus
Lonchocarpus ferrugineus är en ärtväxtart som beskrevs av Mario Sousa. Lonchocarpus ferrugineus ingår i släktet Lonchocarpus och familjen ärtväxter. Inga underarter finns listade i Catalogue of Life.